# Kleine naaktzoolrenmuis
De kleine naaktzoolrenmuis (Taterillus emini)  is een zoogdier uit de familie van de Muridae. De wetenschappelijke naam van de soort werd voor het eerst geldig gepubliceerd door Thomas in 1892.

## Voorkomen
De soort komt voor in de Centraal-Afrikaanse Republiek, Congo-Kinshasa, Ethiopië, Kenia, Somalië, Soedan, Tanzania en Oeganda.